# Franz Christian Löflund
Franz Christian Löflund (* 8. August 1755 in Helsingfors; † 12. Januar 1827 in Stuttgart) war ein  Buchhändler und Verleger.

## Leben
Franz Christian Löflund wurde in der Küstenstadt und Festung Helsingfors, geboren. Sein Vater, Magister Johann Löflund, war königlich schwedischer Regimentsprediger in der Stadt; seine Mutter war Anna Katharina (geb. Pentschin). Seine Eltern starben, als Franz Christian Löflund zwei Jahre alt war.
Nach dem frühen Verlust seiner Eltern nahm sich sein Onkel, der Rechtswissenschaftler Johann Carl Dähnert in Greifswald, seiner an. Dieser sorgte für Franz Christian Löflunds frühe Bildung und vermittelte ihm eine Lehrstelle bei dem Buchhändler Anton Ferdinand Röse († 1793) in Greifswald. Zunächst wurde Franz Christian Löflund in der Buchdruckerei eingesetzt, allerdings zog es ihn dann in die Buchhandlung, in der er seine Lehrzeit bis zum Ende absolvierte.
Seine weitere Ausbildung führte ihn durch verschiedene Buchhandlungen in Deutschland. Zunächst arbeitete er in der Richterschen Buchhandlung in Altenburg, bevor er in die W. G. Kornsche Buchhandlung nach Breslau wechselte. Dort war er sechs Jahre lang tätig. Anschließend übernahm Franz Christian Löflund die Leitung der Hoffmannschen Buchhandlung in Weimar, nachdem deren Besitzer 1780 verstorben war, und kam mit einigen der bedeutendsten Gelehrten Deutschlands in Kontakt.
Nach mehreren Jahren in Weimar wurde Franz Christian Löflund Geschäftsführer der Montag und Weiß'schen Buchhandlung in Regensburg. Später erhielt er ein Angebot von der Typographischen Gesellschaft Bern, entschied sich jedoch, 1788 während einer Durchreise durch Stuttgart, auf den Vorschlag von Carl Christoph Erhard (1757–1814) einzugehen und eine Stelle in dessen Buchhandlung anzunehmen. Im selben Jahr verlobte er sich mit dessen Schwester Louise und heiratete sie, wodurch er Mitinhaber der Buchhandlung wurde.
Jedoch veränderten sich die Umstände schnell: Nach nur zehn Monaten starb seine erste Frau. Am 14. September 1790 heiratete er erneut, dieses Mal Clara Catharina (* 15. Juli 1770; † 5. März 1845 in Stuttgart), die Tochter des Stadtpfarrers zu Winnenden, Magister Christoph Erhard Hartmann (1733–1794). Diese Ehe brachte dreizehn Kinder hervor, von denen sieben im frühen Kindesalter starben. Trotz dieser Rückschläge gelang es Franz Christian Löflund, die Erhard'sche Buchhandlung durch seine Geschäftskenntnisse zu fördern.
Allerdings kam es bald zu Differenzen zwischen den beiden Handlungsteilhabern, was Franz Christian Löflund 1795 dazu veranlasste, beim regierenden Herzog Friedrich Eugen von Württemberg um die Erlaubnis zur Trennung von seinem Schwager und zur Gründung einer eigenen Buchhandlung zu bitten. Diese Erlaubnis wurde ihm 1796 gewährt. Mit der Unterstützung eines Gönners konnte er ein geeignetes Haus erwerben und seinen eigenen Buchverlag eröffnen.
Der spätere Buchhändler Theodor Enslin absolvierte in der Stuttgarter Buchhandlung von Franz Christian Löflund seine Lehre und war anschließend dort als Gehilfe tätig, bevor er 1817 eine eigene Buchhandlung in Berlin gründete.
Trotz der lang anhaltenden Kriegsunruhen der Koalitionskriege und anderer widriger Umstände konnte er sein Geschäft erfolgreich führen.
Im Frühjahr 1822 besuchte Franz Christian Löflund zum letzten Mal die Ostermesse in Leipzig, wo er sich durch die Anstrengungen dieser Reise eine schwere Krankheit zuzog. Zwar erholte er sich zunächst, aber seine Gesundheit nahm ab diesem Zeitpunkt allmählich ab. Im Frühjahr 1824 holte er seinen aus dem Ausland zurückgekehrten Sohn als Teilhaber in seine Buchhandlung, um ihm die Verantwortung für das Unternehmen zu übergeben.
Ab Anfang 1826 verschlechterte sich sein Zustand weiter. Schließlich erlag er seiner Krankheit.
Nach seinem Tod führte seine Sohn Christian Wilhelm Löflund die Buchhandlung weiter.

## Verlegte Schriften (Auswahl)
- Wilhelm August Friedrich Danz: Handbuch des heutigen deutschen Privatrechts. Stuttgart, 1796–1823.
- Johanna Christiana Kiesin: Allerneuestes Schwäbisches Kochbuch. Stuttgart, 1799 (Digitalisat).
- Stuttgarter Almanach zur angenehmen Unterhaltung auf das Jahr 1799. Stuttgart, 1799 (Digitalisat).
- Christoph Gottfried Bardili: Grundriss der ersten Logik. Stuttgart, 1800 (Digitalisat).
- Moses Mordecai Büdinger: Worte der Sittenlehre und des Glaubens. Stuttgart, 1821 (Digitalisat).
- Moses Mordecai Büdinger: Der Weg des Glaubens, oder, Die kleine Bibel. Stuttgart, 1825 (Digitalisat).